# Brookville (Ohio)
Brookville é uma vila localizada no estado norte-americano de Ohio, no Condado de Montgomery.

## Demografia
Segundo o censo norte-americano de 2000, a sua população era de 5289 habitantes. 
Em 2006, foi estimada uma população de 5313, um aumento de 24 (0.5%).

## Geografia
De acordo com o United States Census Bureau tem uma área de 
8,7 km², dos quais 8,7 km² cobertos por terra e 0,0 km² cobertos por água. Brookville localiza-se a aproximadamente 319 m acima do nível do mar.

## Localidades na vizinhança
O diagrama seguinte representa as localidades num raio de 12 km ao redor de Brookville. 